# Levi-Zerlegung (Lie-Gruppe)
Im mathematischen Gebiet der Theorie der Lie-Gruppen liefert die Levi-Zerlegung eine Zerlegung von Lie-Gruppen als semidirektes Produkt einer auflösbaren und einer reduktiven Lie-Gruppe. Sie ergibt sich aus der Levi-Zerlegung von Lie-Algebren und dient in der Regel dazu, das Studium allgemeinerer Lie-Gruppen auf die Untersuchung halbeinfacher Lie-Gruppen zu reduzieren.
Sie ist nach Eugenio Elia Levi benannt.

## Levi-Zerlegung und Levi-Untergruppe
Es sei {\displaystyle G} eine einfach zusammenhängende Lie-Gruppe und {\displaystyle R} ihr Radikal, d. h. ein maximaler abgeschlossener, auflösbarer Normalteiler. Dann gibt es eine abgeschlossene, einfach zusammenhängende Untergruppe {\displaystyle S\subset G} mit {\displaystyle R\cap S=\left\{e\right\}}, so dass die Abbildung
{\displaystyle (r,s)\to rs,r\in R,s\in S}
ein Diffeomorphismus der Mannigfaltigkeit {\displaystyle R\times S} auf {\displaystyle G} ist.
Die Zerlegung als semidirektes Produkt
{\displaystyle G=R\rtimes S}
heißt Levi-Zerlegung (auch Levi–Mal'tsev Zerlegung oder Chevalley-Zerlegung), die Untergruppe {\displaystyle S} heißt Levi-Untergruppe. Die Levi-Zerlegung ist nicht eindeutig bestimmt.
Wenn {\displaystyle G} nicht einfach zusammenhängend ist, muss die Levi-Untergruppe im Allgemeinen keine abgeschlossene Untergruppe sein. Sie ist aber stets abgeschlossen, wenn {\displaystyle H} eine (nicht notwendig einfach zusammenhängende) lineare Gruppe (d. h. eine abgeschlossene Untergruppe von {\displaystyle GL(n,\mathbb {C} )}) oder allgemeiner eine über {\displaystyle \mathbb {R} } oder {\displaystyle \mathbb {C} } definierte algebraische Gruppe ist.

## Eigenschaften
- Die Levi-Untergruppe {\displaystyle S} ist eine reduktive Gruppe.
- Eine Untergruppe ist genau dann die Levi-Untergruppe einer Levi-Zerlegung, wenn sie eine maximale reduktive Untergruppe ist.
- Jede reduktive Untergruppe von {\displaystyle G} ist zu einer Untergruppe von {\displaystyle S} konjugiert.
- Insbesondere sind alle Levi-Untergruppen zueinander konjugiert.

## Satz von Mostow
Der Satz von Mostow besagt, dass es auch für jede zusammenhängende algebraische Gruppe über einem Körper der Charakteristik {\displaystyle 0} eine Levi-Zerlegung gibt. Für algebraische Gruppen über Körpern der Charakteristik {\displaystyle p>0} ist das im Allgemeinen nicht richtig.

## Levi-Mostow-Zerlegung von Gittern
Es sei {\displaystyle G} eine einfach zusammenhängende Lie-Gruppe, deren Levi-Untergruppe {\displaystyle S} keinen kompakten Faktor hat. Dann gibt es in jedem Gitter {\displaystyle \Gamma \subset G} eine Untergruppe von endlichem Index {\displaystyle \Gamma ^{*}\subset \Gamma }, die sich stetig in ein Gitter {\displaystyle \Gamma ^{\prime }} deformieren lässt, das ein semidirektes Produkt {\displaystyle \Gamma ^{\prime }=(\Gamma \cap R)\rtimes (\Gamma ^{\prime }\cap S)} des Gitters {\displaystyle \Gamma \cap R\subset R} mit einem Gitter {\displaystyle \Gamma ^{\prime }\cap S\subset S} ist.